# Жестянщик

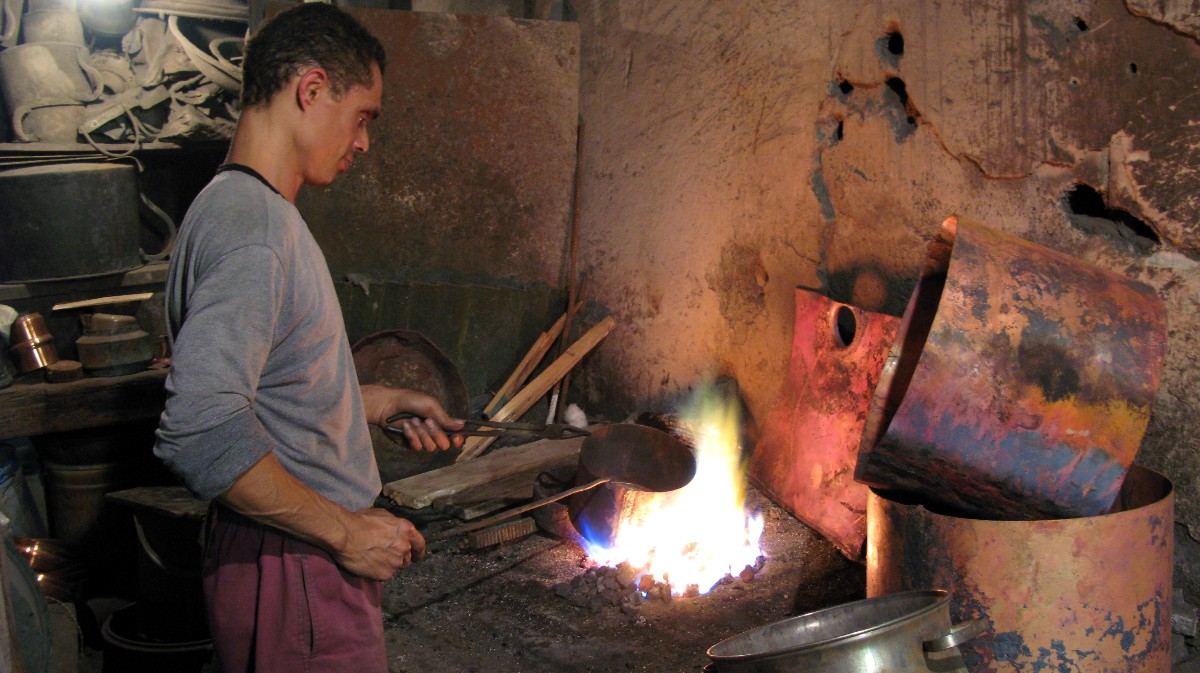
Жестянщик в Триполи

Жестянщик — мастер, производящий различные жестяные изделия. Традиционно жестянщики изготовляли стальной садоводческий инвентарь и домашние (шанцевые) инструменты. Жестянщики также работают с оцинкованным железом и занимаются покрытием крыш.
В настоящее время жестянщики занимаются обработкой технических объектов, ремонтом и изготовлением узлов из листового металла, облицовки, баков. В своей работе жестянщик выполняет многочисленные сложные операции: производит раскрой металла, вальцует цилиндрические металлы, осуществляет пайку, точечную сварку, сверление и выбивание отверстий, изготовляет узлы различных механизмов. Жестянщики также занимаются правкой вмятин, наладкой прессов и другого высокоточного оборудования.